# Tào phớ

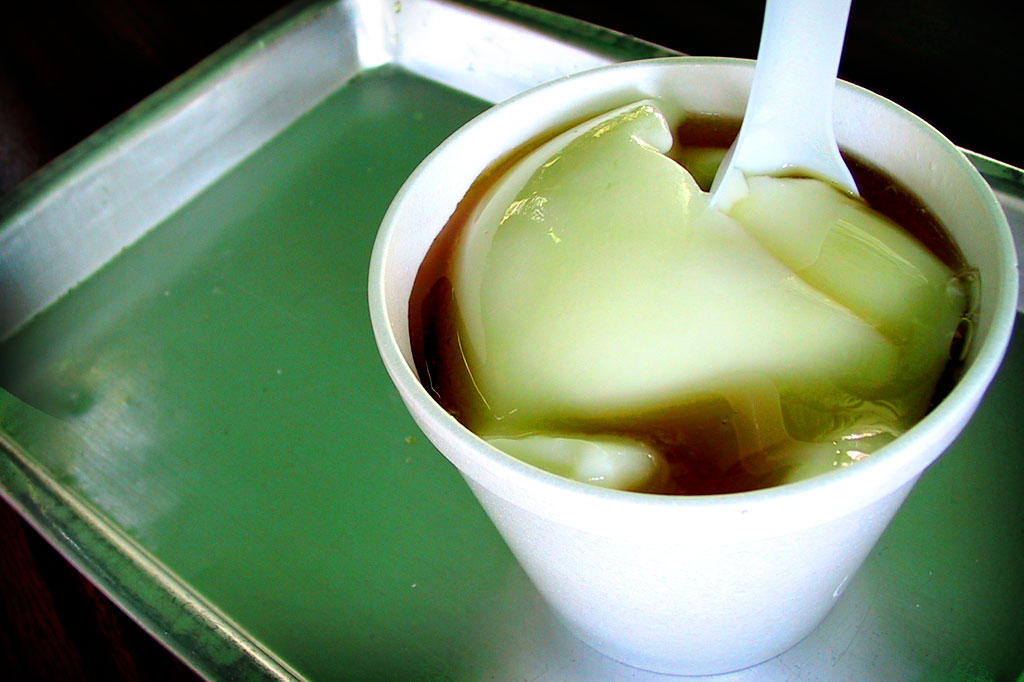
Một bát tào phớ ở Hồng Kông.

Tào phớ (hay còn gọi là phớ, tào phở, óc đậu, tàu hũ/đậu hũ nước đường, đậu hoa, đậu pha) (chữ Hán: 豆腐花 - đậu phụ hoa; 豆花 - đậu hoa) là món ăn bắt nguồn từ Trung Quốc, được làm từ đậu tương (đậu nành). Tào phớ có màu trắng ngà, vị bùi. Miếng tào phớ mịn tan như thạch rau câu (nhưng không đóng thành khối chắc như thạch) là một trong những đồ ăn vặt ưa thích tại nhiều nước Châu Á. Tại Trung Quốc, một số nơi người dân ăn cơm chan tào phớ.

## Việt Nam

### Hà Nội

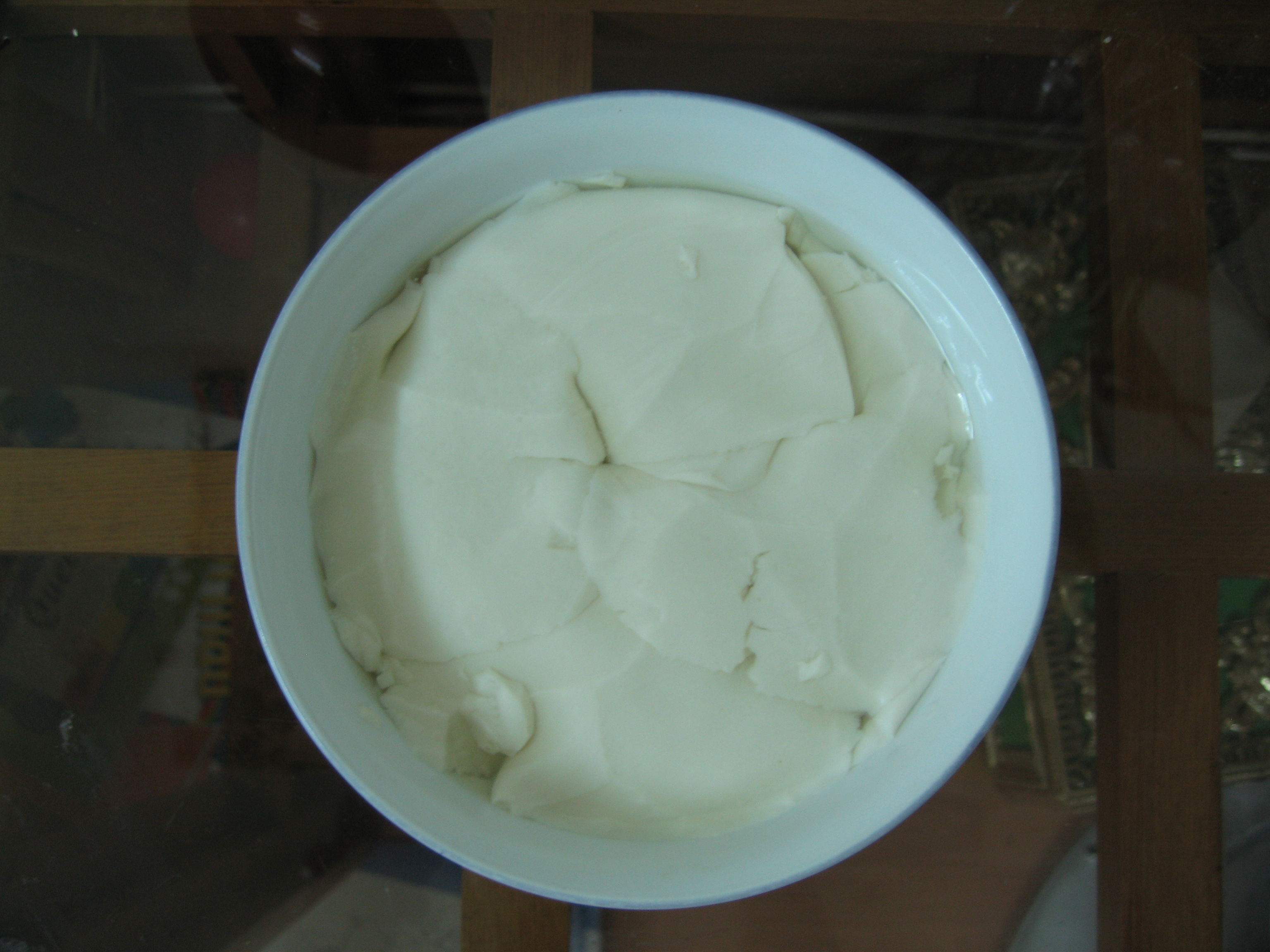
Một bát tào phớ hương vị Hà Nội

Tào phớ ở Hà Nội thường được bán rong; hình ảnh người bán hàng gánh một đầu là nồi tào phớ to, đầu kia là một mâm nhỏ rong ruổi khắp các con đường, miệng rao " Ai...phớơơ đây" trở nên quen thuộc tại thành phố này. Tuy nhiên thời gian gần đây gánh hàng thường được thay thế bằng chiếc xe đạp cùng với "thiết kế" riêng để chở được hết đồ dùng.
Tào phớ dễ dàng tìm thấy vào mùa hè, do đây là một đồ ăn "mát, giải nhiệt". Một đầu quang gánh treo một chiếc chạn nhỏ đủ đựng dăm bảy chiếc bát, với một bình nước đường và một xô nhỏ nước tráng. Đầu kia là thùng đựng tào phớ. Thùng đựng tào phớ thường được làm bằng gỗ ghép đóng đai. Tào phớ đựng trong thùng còn nóng hàng giờ. Người bán hớt từng lát tào phớ vào bát bằng một miếng tôn nhỏ, đồ dùng để hớt xưa thường gặp là một mảnh vỏ trai to, sáng và óng ánh lớp xà cừ, nước đường pha vừa miệng, ướp hoa nhài tươi (thả trực tiếp vào bình đựng). Nước đường ấy chan ngập bát tào phớ. Người ăn có thể húp một hơi, cũng có thể dùng thìa dầm nhẹ tào phớ ra rồi xúc ăn. Mùa hè, có thể thêm đá vụn vào bát ăn cho mát. Sau loại thùng gỗ, đồ hớt tào phớ cũng được thay thế bằng kim loại, tuy nhiên tào phớ vẫn được ưa thích.

### Huế,Đà Nẵng

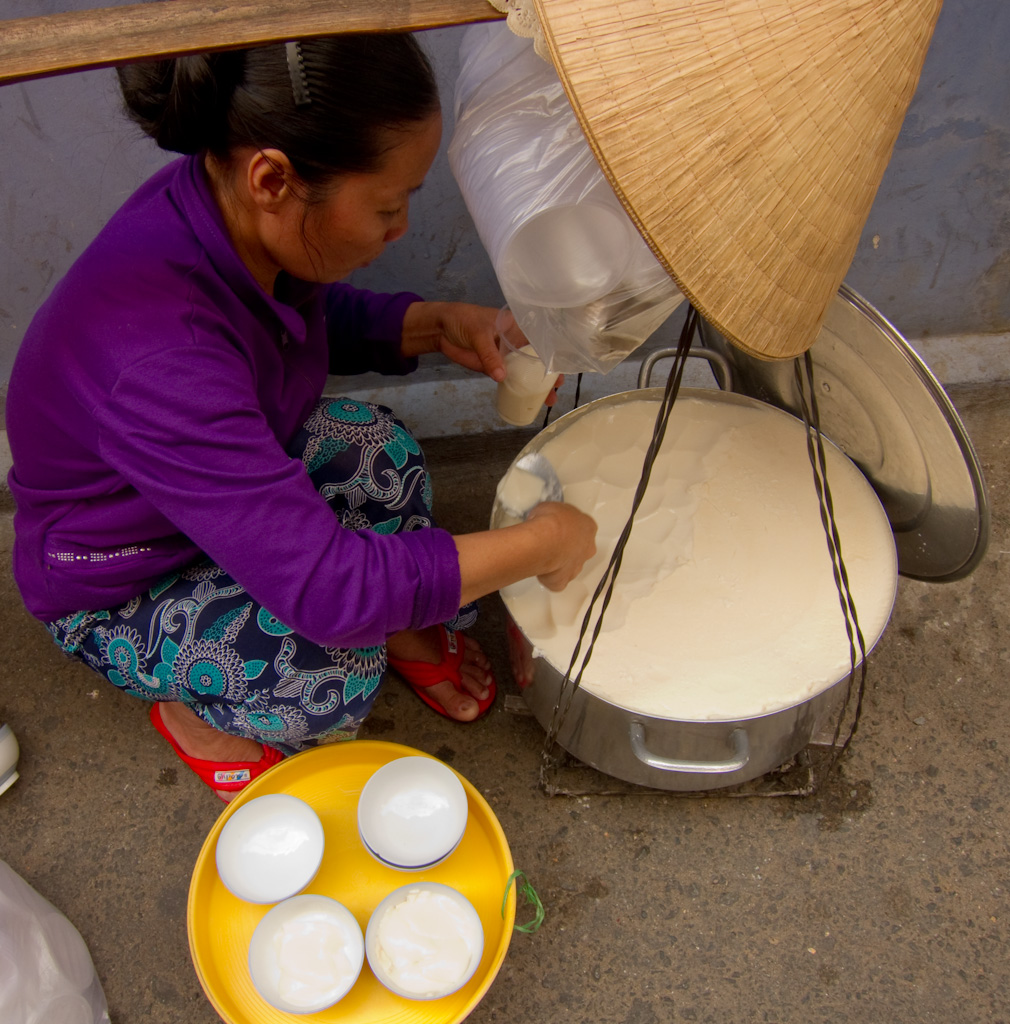
Người bán rong đang múc tào phớ ra bát ăn

Tào phớ ở Huế, Đà Nẵng và nhiều nơi ở miền Trung cũng được bán rong nhiều, tại các nơi này nó được gọi là đậu hũ. Vị đậu hũ có khác với tào phớ ở Hà Nội. Đậu hũ Huế, Đà Nẵng nấu có cho thêm chút gừng giã dập hoặc xắt lát, thơm và cay, miếng đậu hũ "lỏng" hơn, thường không định hình. Ngày xưa người bán hàng thường gánh hàng đựng trong chum, vại bằng đất nung màu nâu khoảng chừng 20 lít. Khi có khách hàng cần phục vụ, họ dùng chiếc "muỗng" dẹt gần như phẳng để hớt đậu hũ, thành từng lát mỏng, ra bát. Đậu hũ Huế có thể ăn rắc đường lên trên hoặc không cần đường.

### Thành Phố Hồ Chí Minh
Người trong miền Nam, nhất là Sài Gòn, thường gọi món này là tàu hủ hay tàu hủ nước đường. So với tào phớ ở miền Bắc và đậu hũ miền Trung, tàu hủ miền nam đặc hơn, có thể có nước cốt dừa, thường được ăn nóng với nước đường, thêm chút gừng và nhiều nơi còn thêm những viên bột lọc nhỏ gọi là bánh lọt. Tàu hủ thường được bán trên các đòn gánh hàng rong hoặc xe đẩy với tiếng rao ơi ới: "Tàu hủ đây!" Người bán thường là phụ nữ thường đi qua nhiều con hẻm. Đôi khi tàu hủ được bán chung với chuối nước dừa, chè... Người bán thường có sẵn đòn và chén để múc cho người mua ăn tại chỗ, dụng cụ múc tàu hủ cũng dẹt như ở miền Trung. Tàu hủ có thể bán theo chén hay đóng gói vào ly nhựa để ăn như chè, thuận tiện mua mang đi, tuy nhiên cách thịnh hành nhất vẫn là ăn bằng chén.
Ngoài ra ở Sài Gòn còn cách chế biến khác đó là tàu hủ dầm với nước đá, nước dừa... gọi là tàu hủ đá. Tàu hủ đá thường được bán ở các quán chè. Món này ăn mát, mùi dịu đặc trưng, được giới học sinh rất ưa thích.
Ở Sài Gòn, tàu hủ bán được quanh năm không theo mùa, trở thành một trong những món ăn đường phố dân dã phổ biến nhất.

## Châu Á

### Đài Loan
Tào phớ ở Đài Loan thường được dùng với các loại hạt như lạc, đỗ cùng nước đường có gừng hay hạt dẻ. Vào mùa hè, có thể cho thêm nước đá vào tào phớ;

### Hồng Kông
Ở Hồng Kông, tào phớ là món tráng miệng có thể mua ở siêu thị. Nó được dùng với nước đường hay với gừng, có thể thêm mứt vừng đen, hay sữa dừa.

### MalaysiavàSingapore
Ở những nước này, tào phớ được dùng với nước đường, đôi khi cho thêm hạt bạch quả.

### Thái Lan
Tan – Yu tofu khác hẳn hoàn toàn với vẻ ngoài đơn giản của tào phớ Việt Nam, bởi món này chứa đầy màu sắc và có cách trình bày cũng lạ mắt nên thu hút rất nhiều sự quan tâm của giới bạn trẻ. Điểm độc đáo đầu tiên của Tan – Yu tofu chính là miếng đậu hũ được cắt thành từng ô vuông nhỏ, nhưng không rời nhau hoàn toàn. Do đó, khi bạn cầm đĩa Tan – Yu tofu lên thì các ô vuông đậu hũ cứ đung đưa, rung lắc, dẻo dai nhìn rất thích mắt. Không chỉ thế, nếu như tào phớ của Việt Nam chỉ có một vị duy nhất thì Tan – Yu tofu lại có đến 6 vị vô cùng hấp dẫn. Các vị này bao gồm đậu hũ vị sữa, vị trà xanh, vị ca cao, vị khoai môn, vị bắp ngô và cuối cùng là vị dâu tây. Tất nhiên, đi kèm với mỗi vị thì đậu hũ cũng mang màu sắc khác nhau bao gồm các màu theo thứ tự như trắng sữa, xanh, nâu, tím, vàng và đỏ hồng.
Đặc biệt, Tan – Yu tofu còn được phục vụ với rất nhiều topping đi kèm nên không chỉ trông đẹp mắt mà còn ngon miệng hơn rất nhiều khi thưởng thức. Các topping này bao gồm nhiều loại trái cây cắt vuông như thanh long, dứa, chuối, dưa hấu, dưa lưới, xoài... Đôi khi để tạo tính nghệ thuật hơn cho món Tan – Yu tofu thì người bán còn cắt đậu hũ theo nhiều hoa văn khác nhau hoặc dùng khuôn cắt trái cây hình tròn, bông hoa, ngôi sao... Ngoài ra còn có thêm đa dạng các loại đậu như đậu đỏ, đậu đen, đậu trắng hoặc hạt kê... Và tất nhiên, ngoài đậu hũ và các topping thì không thể thiếu phần đá bào mát lạnh khiến cho Tan – Yu tofu càng ngon miệng và hấp dẫn hơn rất nhiều.

## Chế biến tào phớ
Cùng với đậu phụ, giá đỗ, sữa đậu nành..., tào phớ là một trong những thực phẩm chế biến từ đậu tương.

#### Nguyên liệu
150 gam đậu tương khô
300 gam đường hoa mai
800 ml nước
1 bó lá nếp
1 thìa đường nho

#### Cách làm
- Bước 1: 
Đậu tương ngâm nước khoảng từ 4 – 6 tiếng, đãi sạch vỏ.
Sử dụng máy xay đậu nành thì chỉ cần cho đậu đã đãi vỏ vào máy cùng với 800 ml nước để thu được 800 ml sữa đậu nành. Dòng máy này có khả năng xay và tách bã, cho nước sữa đậu nành nguyên chất mà bạn không cần phải lọc lại.
- Bước 2: Đun sôi sữa đậu nành vừa thu được với lửa nhỏ khoảng 10 phút. Cho lá dứa đã chuẩn bị vào đun cùng để tào phớ có mùi thơm mát.
- Bước 3:
Cơ chế làm đông của đường nho cần có nhiệt độ cao do đó nên dùng ruột nồi cơm điện để đựng tào phớ. Hòa tan đường nho với chút nước đủ để láng nồi, bước này các bạn chỉ thực hiện khi sữa đậu nành đã sôi vì đường nho rất nhanh chua.
- Bước 4:
Đậy hờ nắp nồi cơm điện, tránh để nước đọng chảy xuống mặt tào phớ. Giữ yên nồi trong khoảng 30 phút là đã có tào phớ.
- Bước 5:
Chuẩn bị nước đường, hòa tan đường với nước. Để nguội nước đường rồi cho vào tủ lạnh ướp cho thật lạnh. Có thể dùng bằng nước lá dứa hoặc bằng nước hoa bưởi, hoa nhài ướp. Nếu dùng nước hoa bưởi hoặc hoa nhài các bạn thêm chúng vào khi nước đường đã nguội.